# Ataque de Pickawillany
El Ataque a Pickawillany fue un famoso evento de la historia de Ohio y uno de los sucesos que llevaron a la guerra franco-india.
El 21 de junio de 1752 la ciudad de los indios miami llamada Pickawillany fue atacada por 240 franceses y sus aliados ottawa y ojibwa dirigidos por Charles Michel de Langdale. El propósito del ataque era expulsar del territorio del Ohio a los comerciantes británicos y castigar al jefe miami Old Briton por negarse a aliarse con los franceses y comerciar con los ingleses. El ataque produjo la muerte de, al menos un comerciante inglés y de Old Briton, quien fue cocinado y comido por los indígenas. Los franceses incendiaron el almacén y la sala de comercio y enviaron a los comerciantes hacia el este.
Tras el ataque, las ruinas fueron abandonadas y nunca se reconstruyeron. La ciudad de Pickawillany estaba situada cerca de la actual Piqua (Ohio).
- Datos: Q5663942